# Orias (demonio)

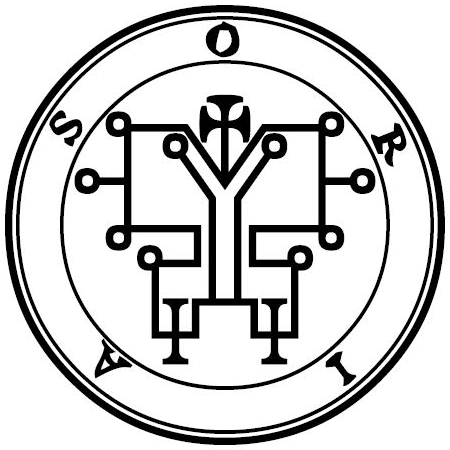
Sello de Orias

Orias u Oriax  es un Gran marqués infernal que aparece en la forma de un león que cabalgaba sobre un caballo fuerte y poderoso, con cola de serpiente y lleva en su mano derecha dos grandes serpientes silbando. 
Su oficio es enseñar las virtudes de las estrellas, da a conocer las mansiones de los planetas y cómo entender sus virtudes. También puede transformar a los hombres en cualquier cosa, otorga dignidades, prelaturas y da confirmación de los mismos, también brinda favores de amigos y enemigos. Rige 30 legiones de espíritus.